# Тельманово
Те́льманово/Бо́йковское — посёлок в Донецкой области, административный центр Тельмановского района. С сентября 2014 года находится под контролем самопровозглашенной Донецкой Народной Републики.

## География

#### Соседние населённые пункты по сторонам света
С: Мичурино
СЗ: Новая Марьевка
СВ: Воля
З: Григоровка
В: Первомайское, Зерновое
ЮЗ: Шевченко, Запорожец, Луково
ЮВ: Терновка, Свободное
Ю: Дерсово

## Общая информация
Расположен на юго-востоке области.
Тельмановскому поселковому совету подчинено село Зерновое.

## История
Основан в 1897 году немцами-колонистами, как колония Остгейм.
С апреля 1923 года образован Остгеймский сельский совет Старокаранской волости Мариупольского уезда Донецкой губернии, позже — Мариупольского округа УССР. В 1930 году функционировала семилетняя немецкая школа, в 1935 году выходила газета «Більшовик» на украинском и немецком языках. В 1935 году открыта первая в посёлке больница (на 15 коек).
С 5 ноября 1934 года — центр Остгеймского района (с 1935 — Тельманский или Тельмановский).
С 31 августа 1935 года переименован в честь Эрнста Тельмана в село Тельманово.
В посёлке располагались колхозы имени Сталина («Остгейм») и 18-го Партсъезда. С 1962 года объединённый колхоз в посёлке переименован в колхоз имени XXII съезда КПСС.
Немецкая оккупация продолжалась с 13 октября 1941 года до 9 сентября 1943 года.
24 ноября 1971 года село Тельманово получило статус посёлка городского типа (пгт).
В 2016 году в рамках кампании по декоммунизации на Украине переименован ВРУ в «Бойковское». Переименован и одноимённый населённому пункту район. Переименование не было признано властями самопровозглашенной ДНР.

## Население
Количество на начало года.
| Год 2019 | Количество жителей4315 |
| -------- | ---------------------- |
| 1873     | 203                    |
| 1897     | 358                    |
| 1917     | 450                    |
| 1923     | 354                    |
| 1933     | 755                    |
| 1939     | 1537                   |
| 1970     | 2900                   |
| 1975     | 3500                   |
| 1979     | 4149                   |
| 1987     | 4600                   |
| 1989     | 5404                   |
| 1992     | 5700                   |
| 1998     | 5700                   |
| 2002     | 5337                   |
| 2003     | 5243                   |
| 2004     | 5091                   |
| 2005     | 4948                   |
| 2006     | 4830                   |
| 2007     | 4787                   |
| 2008     | 4708                   |
| 2009     | 4652                   |
| 2010     | 4610                   |
| 2011     | 4577                   |
| 2012     | 4529                   |
| 2013     | 4504                   |
| 2014     | 4472                   |
| 2015     | 4461                   |

## Знаменитые уроженцы
- Евгений Наумов — советский писатель.